# Buncha Yimchoy
Buncha Yimchoy (Thai: บัญชา ยิ้มช้อย, * 24. Mai 1990) ist ein thailändischer Fußballspieler.

## Karriere
Das Fußballspielen erlernte Buncha Yimchoy in der Jugendmannschaft vom Angthong FC in Ang Thong. Hier unterschrieb er 2011 auch seinen ersten Vertrag. Von 2011 bis 2013 spielte er mit dem Verein in der 3. thailändischen Liga, der Regional League Division 2. 2013 gelang der Aufstieg in die zweite Liga. Insgesamt stand er 35 mal im Tor. 2015 wechselte er in die erste Liga zu Bangkok United nach Bangkok. Hier kam er nicht zum Einsatz. 2016 ging er zum Zweitligisten Thai Honda Ladkrabang, einem Verein, der ebenfalls in Bangkok beheimatet war. Mit dem Verein stieg er in die Thai League auf. Insgesamt kam er 25 mal zum Einsatz. 2018 wechselte er nach Sattahip zum Erstligisten Navy FC. Hier kam er über die Rolle des Ersatztorwartes nicht hinaus. Mitte der Saison wechselte er zu Pattaya United. Hier kam er 2018 ebenfalls nicht zum Einsatz. Anfang 2019 wechselte er zum Zweitligisten Sisaket FC nach Sisaket. Ligakonkurrent Air Force United aus Bangkok verpflichtete ihn die Rückserie 2019. Für Air Force absolvierte er zwei Zweitligaspiele. Nachdem die Air Force seinen Rückzug aus der Liga Ende 2019 bekannt gab, unterschrieb er einen Vertrag beim Nachfolgeverein Uthai Thani FC in Uthai Thani. Hier stand er bis Juni 2021 unter Vertrag. Die Saison 2021/22 spielte er in der dritten Liga beim Pathumthani University FC. Mit dem Verein spielte er in der Western Region der Liga. Im August 2022 wechselte er wieder in die zweite Liga. Hier schloss er sich dem Bangkoker Verein Kasetsart FC an. Nach insgesamt 15 Zweitligaspielen wurde sein Vertrag im Sommer 2024 nicht verlängert. Im Juli 2024 schloss er sich dem Viertligisten Banbueng City FC an. Mit dem Verein aus Ban Bueng spielte er fünfmal in der Eastern Region der Liga. Am Ende der Spielzeit wurde er mit Banbueng Meister der Region und stieg somit in die dritte Liga auf.

## Erfolge
Banbueng City FC
- Thailand Semi-Pro League – East: 2025  ▲